# Erwin Hardeck
Erwin Hardeck (* 24. Oktober 1940 in Oberpleis) ist ein deutscher Musikwissenschaftler und Bibliothekar.

## Leben und Wirken
Erwin Hardeck wurde im Oberpleises Ortesteil Eudenbach geboren, studierte Musikwissenschaft, Romanistik, Philosophie und Pädagogik. Nach dem Staatsexamen für den höheren Schuldienst promovierte er 1967 an der Universität Köln im Fach Musikwissenschaft mit einer Arbeit über Claude Debussy. Im gleichen Jahr trat er als Bibliotheksreferendar an der Universitätsbibliothek der RWTH Aachen in die Ausbildung für den höheren Bibliotheksdienst ein und absolvierte die Fachprüfung hierfür 1969 am Bibliothekar-Lehrinstitut des Landes Nordrhein-Westfalen. Von 1969 bis 1972 war er als wissenschaftlicher Bibliothekar an der Stadt- und Landesbibliothek Dortmund tätig. 1972 wechselte er dann an das Hochschulbibliothekszentrum des Landes Nordrhein-Westfalen in Köln. Dort war er bis 2005 tätig, zuletzt als Bibliotheksdirektor, Gruppenleiter und arbeitete am Projekt Digitale Bibliothek Nordrhein-Westfalen.
Mit der beruflichen Tätigkeit Hardecks sind insbesondere die "Regeln für die alphabetische Katalogisierung von Musikdrucken, Musiktonträgern und Musik-Bildtonträgern (RAK-Musik) verbunden.

## Schriften
- Untersuchungen zu den Klavierliedern Claude Debussys (= Kölner Beiträge zur Musikforschung, Bd. 44). Bosse, Regensburg 1967 (Dissertation Universität Köln).
- (Übers.): Jacques Chailley / Die Musik und ihre Zeichen. Ed. Rencontre, Lausanne 1967.
- (Übers.): Jacques Chailley / Harmonie und Kontrapunkt. Ed. Rencontre, Lausanne 1967.
- Typologie und Entwicklung der Musikbibliographie im deutschen Sprachbereich während des 19. und 20. Jahrhunderts. Bibliothekar-Lehrinstitut des Landes Nordrhein-Westfalen, Köln 1969.
- Debussys „Jeux“. Struktur – Stellung im Gesamtwerk. In: Carl Dahlhaus u. a. (Hrsg.): Bericht über den Internationalen Musikwissenschaftlichen Kongress Bonn 1970. Bärenreiter, Kassel 1971, S. 424–426.
- (mit Jürgen Heydrich und Alexander Welk): KOEBES. Kölner Bibliothekserschließungssystem. 4. Aufl. Hochschulbibliothekszentrum des Landes Nordrhein-Westfalen, Köln 1980.
- Musikalien-Zentralkatalog und Musikalien-Leihverkehr. Planungsgutachten zur Einrichtung eines bundesweiten Leihverkehrs für Musikalien auf der Grundlage eines Musikalien-Zentralkatalogs der Musikbibliotheken der Bundesrepublik Deutschland (= DBI-Materialien, Bd. 28). Deutsches Bibliotheksinstitut, Berlin 1983, ISBN 3-87068-828-9.
- Der verfichte Zentralkatalog Nordrhein-Westfalen 1800–1975 im Leihverkehr. In: Mitteilungen / Verband der Bibliotheken des Landes Nordrhein-Westfalen, N.F., Bd. 34 (1983), S. 1–13.
- Das Speicher-Magazin Bochum des Hochschulbibliothekszentrums NRW. In: Bibliotheksdienst, Bd. 21 (1987), S. 1007–1014.
- Änderungen in RAK-Musik. Vorschläge der Expertengruppe. In: Bibliotheksdienst, Bd. 27 (1993), S. 1238–1245.
- (Red.): Regeln für die alphabetische Katalogisierung von Musikdrucken, Musiktonträgern und Musik-Bildtonträgern. RAK-Musik.  Sonderregeln zu den RAK-WB und RAK-ÖB. Loseblattsammlung. Deutsches Bibliotheksinstitut, Berlin 1997ff., ISBN 3-87068-571-9.